# Albert Gockel
Albert Wilhelm Friedrich Eduard Gockel (* 27. November 1860 in Stockach; † 4. März 1927 in Freiburg, Schweiz) war ein deutscher Physiker.

## Leben
Gockel wurde am 27. November 1860 als Sohn des großherzoglichen Postkassiers Albert Gockel und dessen Frau Wilhelmine, geborene Trolle, in der heute zu Baden-Württemberg gehörenden Stadt Stockach geboren.
Er studierte in Freiburg im Breisgau, Würzburg sowie Karlsruhe und promovierte 1885 in Heidelberg. 1896 schied Albert Gockel aus dem badischen höheren Schuldienst aus und wechselte als Privatdozent nach Freiburg in der Schweiz. An der dortigen Universität wirkte er von 1903 bis 1910 als außerordentlicher Professor für Physik und Meteorologie, dann – bis zu seinem Tod – als ordentlicher Professor für Astronomie, Elektrochemie und Photochemie.
Durch die Eheschließung mit Paula Baumhauer im Jahr 1902 wurde Albert Gockel Schwiegersohn des Mineralogen Heinrich Adolph Baumhauer (1848–1926).
Er war Mitglied der katholischen Studentenverbindungen KDStV Hercynia Freiburg im Breisgau (ab 1879), KDStV Markomannia Würzburg, KDStV Arminia Heidelberg und KDStV Teutonia Freiburg im Uechtland.

## Werke (Auswahl)
- 1895: Das Gewitter
- 1908: Luftelektrizität
- 1911: Luftelektrische Messungen bei einer Ballonfahrt
- 1914: Die Radioaktivität von Boden und Quellen
- Schöpfungsgeschichtliche Theorien